# Scleractinia
Los escleractinios (Scleractinia) son un orden de cnidarios antozoos de las subclasse Hexacorallia, también conocidos como corales pétreos o corales duros. Son animales exclusivamente marinos que no presentan un estado de medusa y cuyo ciclo de vida comprende exclusivamente el estado de pólipo. Son muy similares a las anémonas de mar, pero generan un esqueleto duro y su número de tentáculos es seis o múltiplos de seis. Pueden encontrarse muy distintas formas, tamaños y coloraciones dentro de los corales de este orden. 
Se conocen como corales escleractinios debido a que poseen escleritos que les dan protección. Estos escleritos de consistencia dura son producidos por células especializadas y hechos de calcita, un tipo de carbonato de calcio. Por lo que se dice que secretan un esqueleto de carbonato de calcio. Este elemento les proporciona la contextura dura, gracias a la cual, desde el Triásico superior los corales escleractinios pasaron de una participación minoritaria en las comunidades arrecifales a constituir los bloques básicos de construcción de los arrecifes coralinos tropicales. El esqueleto individual de cada pólipo se denomina coralito.
Por su participación en la conformación de arrecifes y por contener zooxantelas simbióticas, mejor conocidas como dino flagelados unicelulares, en su endodermo; se denominan también corales hermatípicos. En estos corales zooxantelados se encuentra una alta relación entre la fotosíntesis y los niveles de calcificación, ya que, en los períodos de luz se presenta mayor acreción del esqueleto en Scleractinia que los que se dan sin la presencia de la misma. Este hecho, concluyen los científicos Marshall y Clode, permite afirmar que efectivamente la fotosíntesis beneficia la calcificación, pero, no es posible asegurar que un aumento de la calcificación favorezca la presencia de carbón inorgánico que pueda ser útil para la fotosíntesis.
Para la aparición de corales hermatípicos es necesario que se den unas condiciones generales:
- Aguas cálidas: de 20 a 30 °C, y sometidas a pocas variaciones temporales.
- Luz: fundamental para que las zooxantelas lleven a cabo el proceso fotosintético. Las aguas deben ser claras, es decir, con poca turbidez, y en la zona epipelágica, donde aún pueden crecer gracias a la luz solar.
- Baja concentración de nutrientes en suspensión: una elevada concentración de nutrientes haría incrementar excesivamente la turbiedad.
- Salinidad: viven en aguas con un normal nivel de salinidad, entre 27‰ y 40‰.
- Aguas algo removidas: es necesario que el medio sea rico en oxígeno.
- Sustrato firme: necesario para su anclaje.

Los corales ahermatípicos, por otro lado, carecen de zooxantelas, y dependen enteramente de la captura de plancton para su alimentación. Sin embargo, algunos de ellos presentan especies consideradas como "constructoras" de arrecifes, tal es el caso de Madrepora oculata o Lophelia pertusa, principales constructores de arrecifes en aguas frías, en localizaciones a más de 2000 m de profundidad.
En el mundo del buceo y en acuariofilia los corales duros se dividen en LPS, (en inglés) Long Polyp Stony, duros de pólipo largo, y SPS, (en inglés) Small Polyp Stony, duros de pólipo pequeño. Pero esta división es poco científica y genera no pocas excepciones bajo un análisis riguroso de las diversas especies. La comunidad científica se refiere a micropólipos cuando los pólipos coralinos tienen entre 1 y 2 mm de diámetro, y alude a macropólipos para aquellos pólipos entre 10 y 40 mm de diámetro. No obstante, la gran mayoría de los corales de todos los arrecifes del mundo tienen pólipos con un diámetro entre 2 y 10 mm, justo entre esas categorías.
En la actualidad se conocen 1.574 especies de corales duros, de los cuales el 83% son del orden Scleractinia, alrededor de 1.300 especies de corales se atribuyen a este orden, de la clase Anthozoa que hemos descrito en el artículo. De las cuales 656 especies son constructoras de arrecifes, y viven en aguas tropicales soleadas, y otras 669 especies no son constructoras de arrecifes, y viven también en aguas templadas y polares, localizándose hasta 6000 m de profundidad. En el Atlántico Tropical Occidental se reconocen 197 especies, y 118 de ellas distribuidas en el Caribe Colombiano, mientras que en el Pacífico se registran 37 especies en la superficie colombiana, frente a 124 en la totalidad del Pacífico Oriental.

## Familias

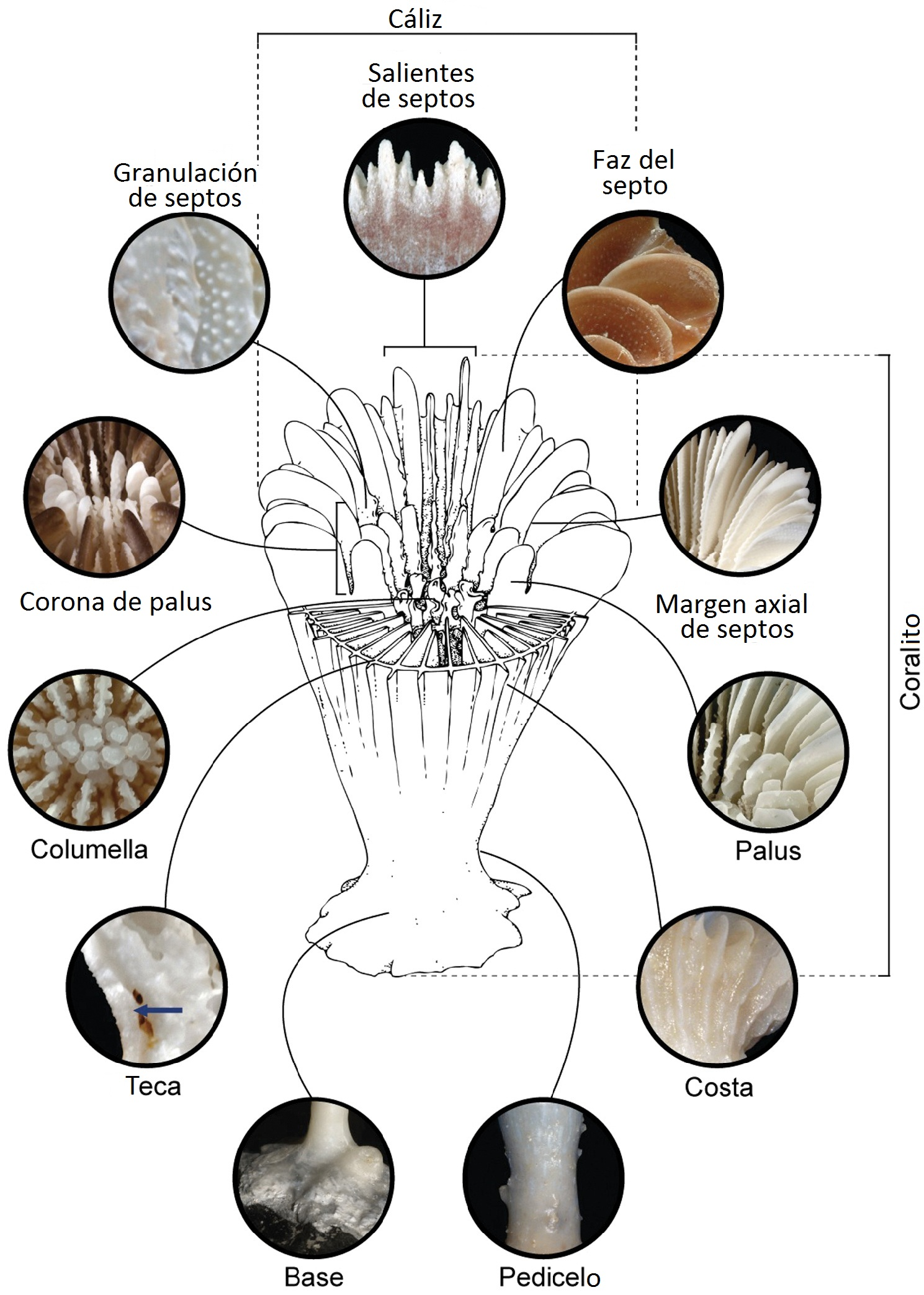
Estructura de esqueleto individual de un pólipo (coralito) de Caryophyllia

El Registro Mundial de Especies Marinas (WoRMS) incluye actualmente las siguientes familias actuales en el orden Scleractinia:
- Acroporidae Verrill, 1902
- Agariciidae Gray, 1847
- Anthemiphylliidae Vaughan, 1907
- Astrocoeniidae Koby, 1890
- Caryophylliidae Dana, 1846
- Coscinaraeidae Benzoni, F., Arrigoni, R., Stefani, F. & Stolarski, J., 2012
- Deltocyathidae Kitahara, Cairns, Stolarski & Miller, 2012
- Dendrophylliidae Gray, 1847
- Diploastreidae Chevalier & Beauvais, 1987
- Euphylliidae Alloiteau, 1952
- Flabellidae Bourne, 1905
- Fungiacyathidae Chavalier, 1987
- Fungiidae Dana, 1846
- Gardineriidae Stolarski, 1996
- Guyniidae Hickson, 1910
- Lobophylliidae Dai & Horng, 2009
- Meandrinidae Gray, 1847
- Merulinidae Verrill, 1865
- Micrabaciidae Vaughan, 1905
- Montastraeidae Yabe & Sugiyama, 1941
- Mussidae Ortmann, 1890
- Oculinidae Gray, 1847
- Pocilloporidae Gray, 1842
- Poritidae Gray, 1842
- Psammocoridae Chevalier & Beauvais, 1987
- Rhizangiidae d'Orbigny, 1851
- Schizocyathidae Stolarski, 2000
- Scleractinia incertae sedis
- Siderastreidae Vaughan & Wells, 1943
- Stenocyathidae Stolarski, 2000
- Trochosmiliidae
- Turbinoliidae Milne Edwards & Haime, 1848

- Familias reclasificadas por sinonimia:
- Euphyllidae Veron, 2000 aceptada como Euphylliidae Alloiteau, 1952
- Faviidae Gregory, 1900 aceptada como Mussidae Ortmann, 1890
- Lobophylliidae Fukami, Budd & Knowlton, 2012 aceptada como Lobophylliidae Dai & Horng, 2009
- Pectiniidae aceptada como Merulinidae Verrill, 1865
- Trachyphyllidae Wells, 1956 aceptada como Merulinidae Verrill, 1865
- Trachyphylliidae Verrill, 1901 aceptada como Merulinidae Verrill, 1865

## Galería
Algunos corales de las diferentes familias del orden Scleractinia:

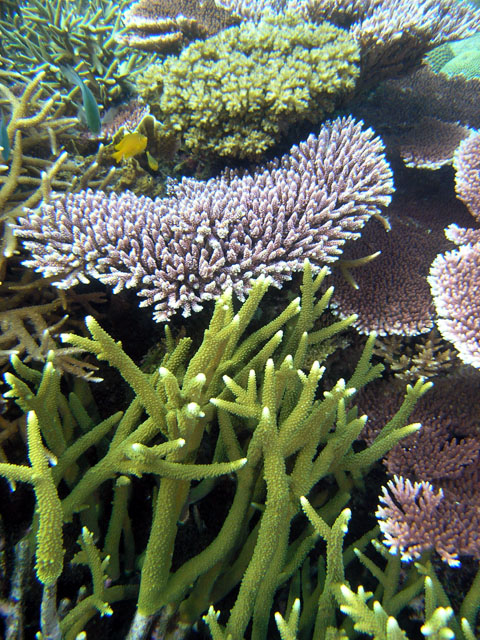
Acropora spp., Acroporidae
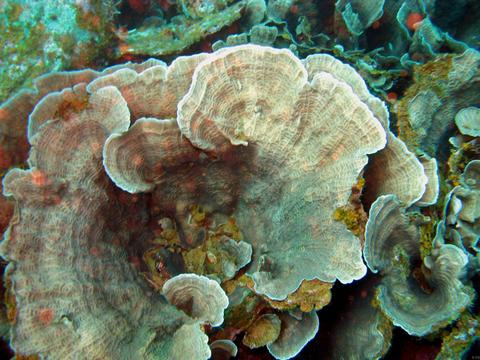
Leptoseris yabei, Agariciidae
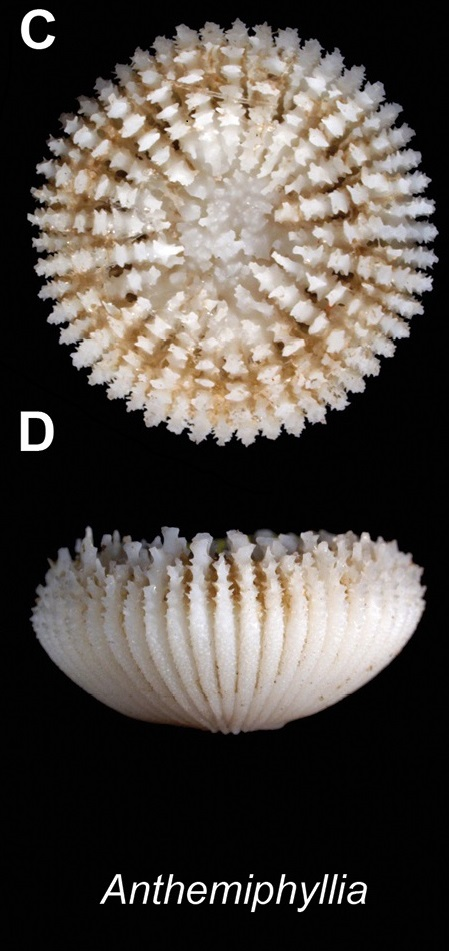
Anthemiphyllia sp., Anthemiphylliidae
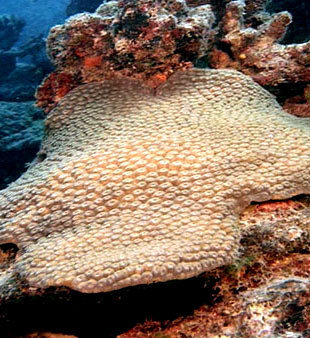
Stephanocoenia intersepta, Astrocoeniidae
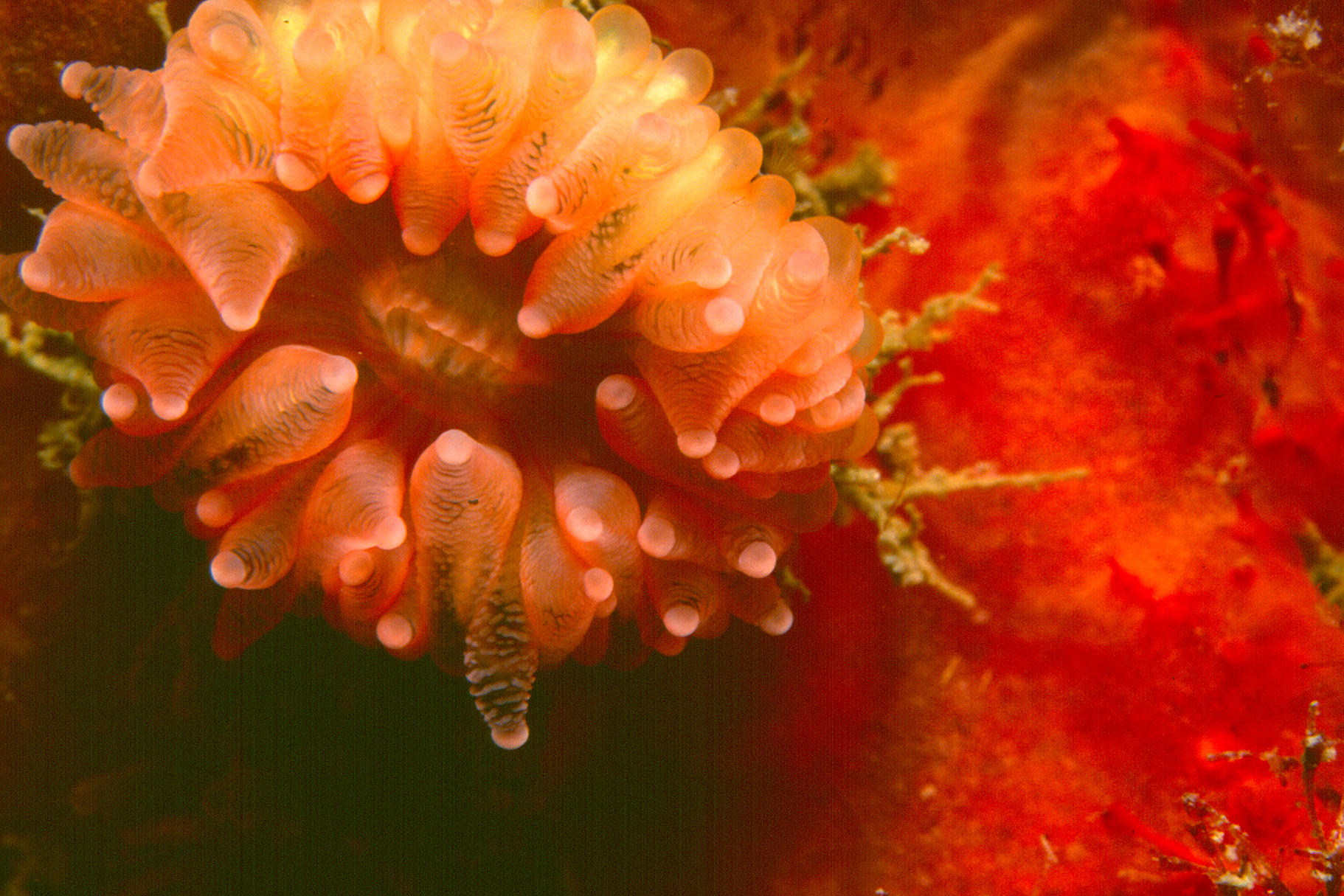
Caryophyllia smithii, Caryophylliidae
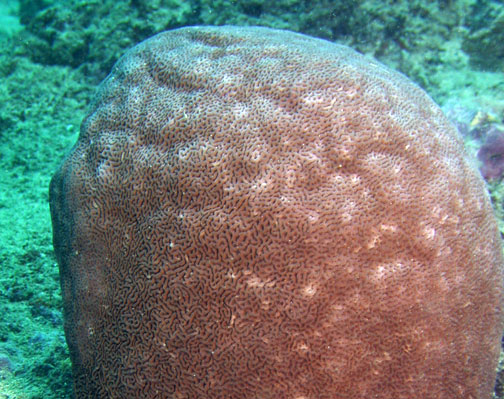
Coscinaraea columna, Coscinaraeidae
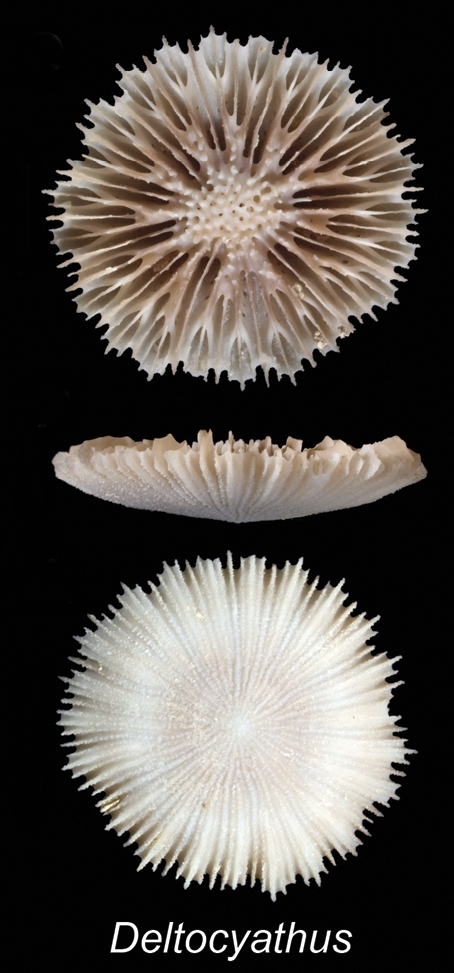
Deltocyathus rotulus, Deltocyathidae
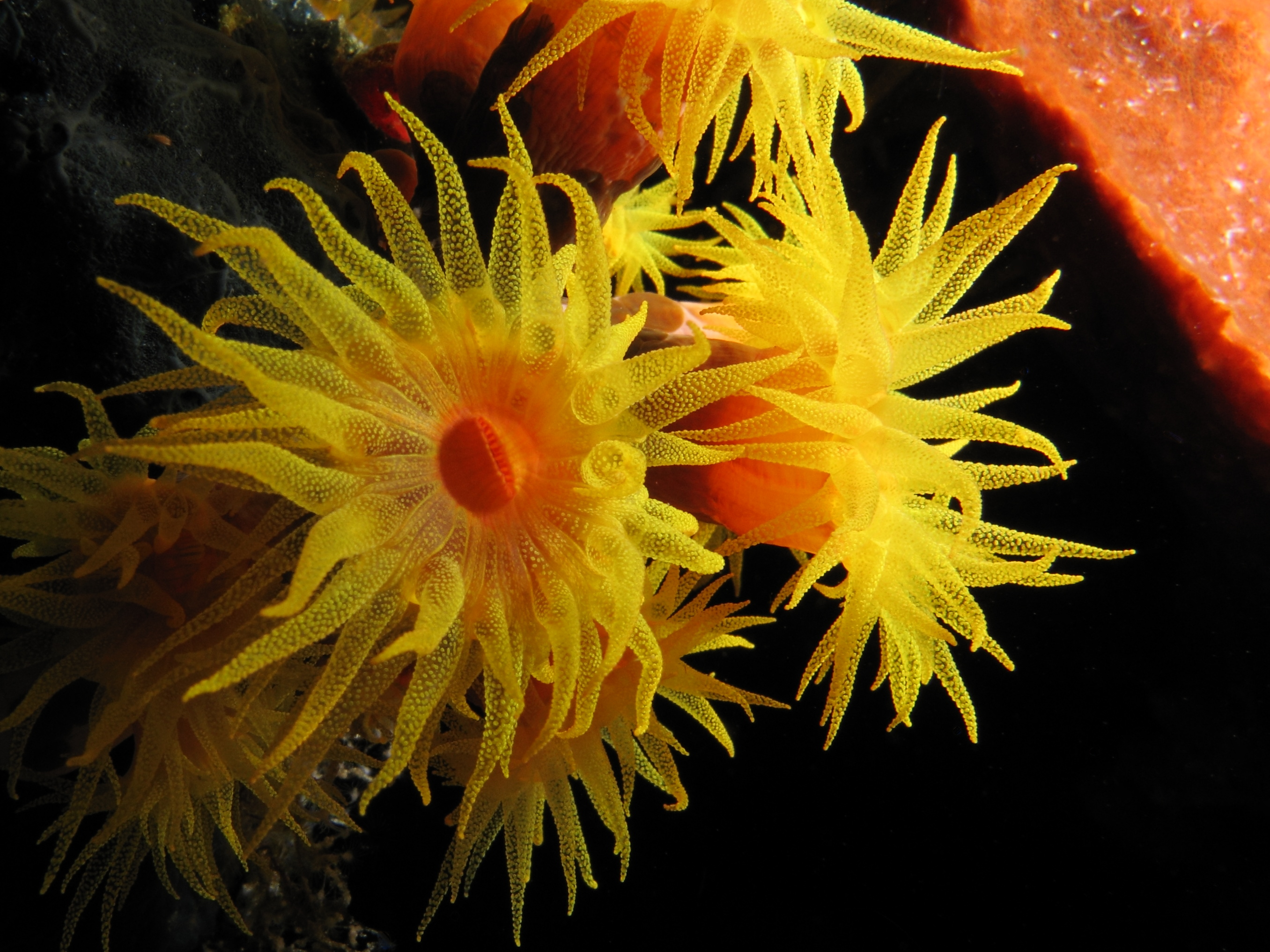
Tubastraea coccinea, Dendrophylliidae
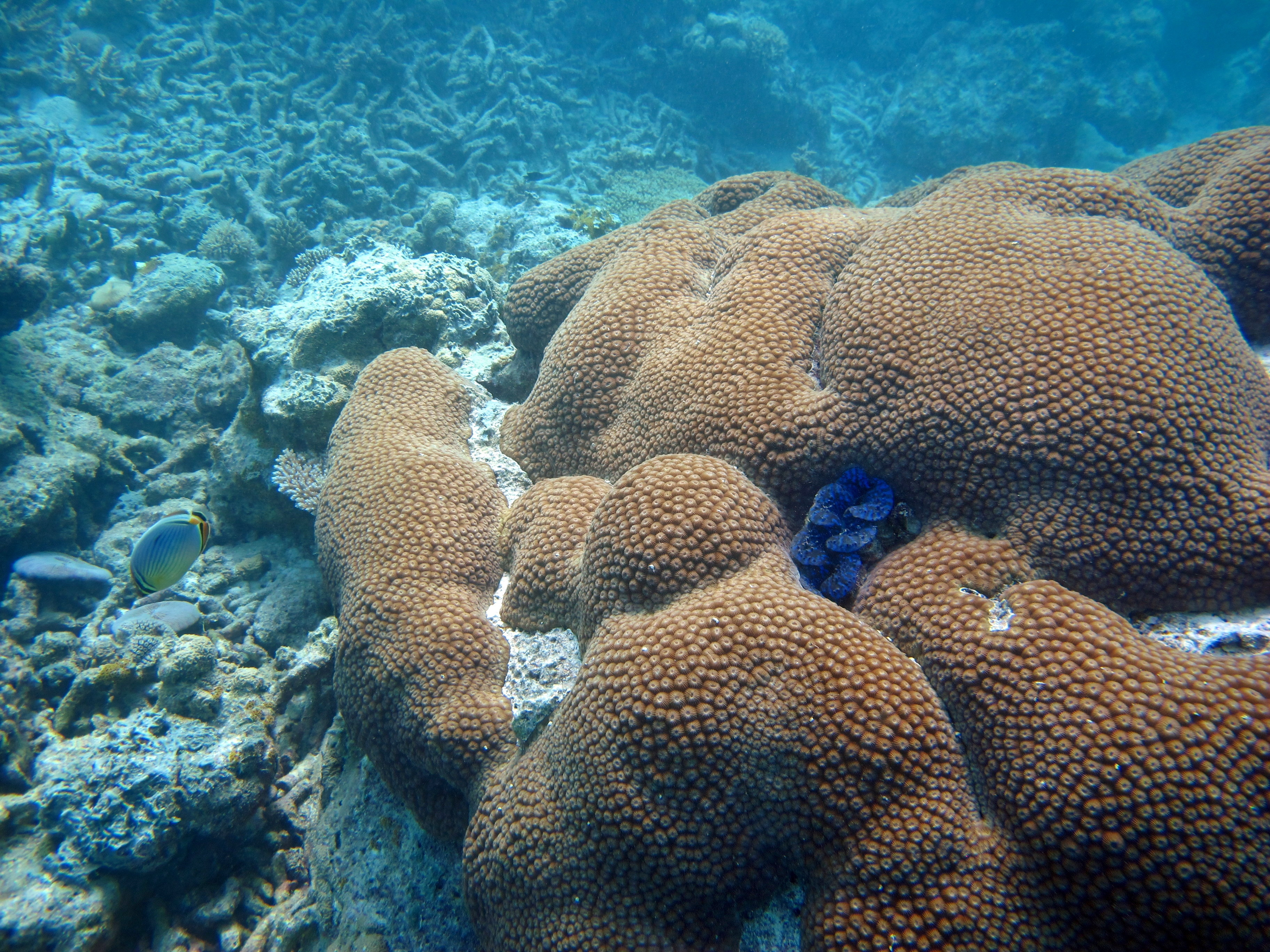
Diploastrea helipora, Diploastreidae
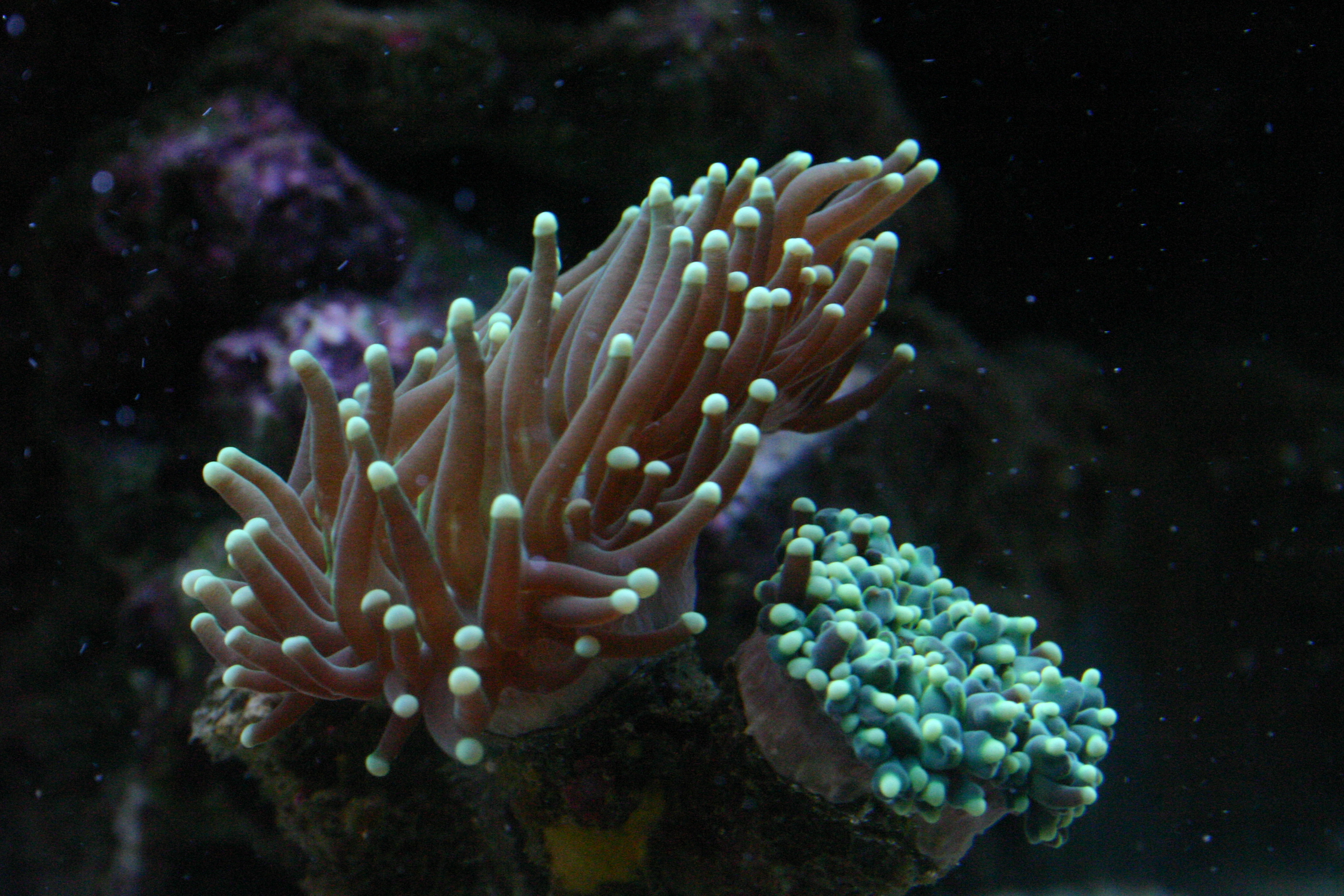
Euphyllia glabrescens, Euphylliidae
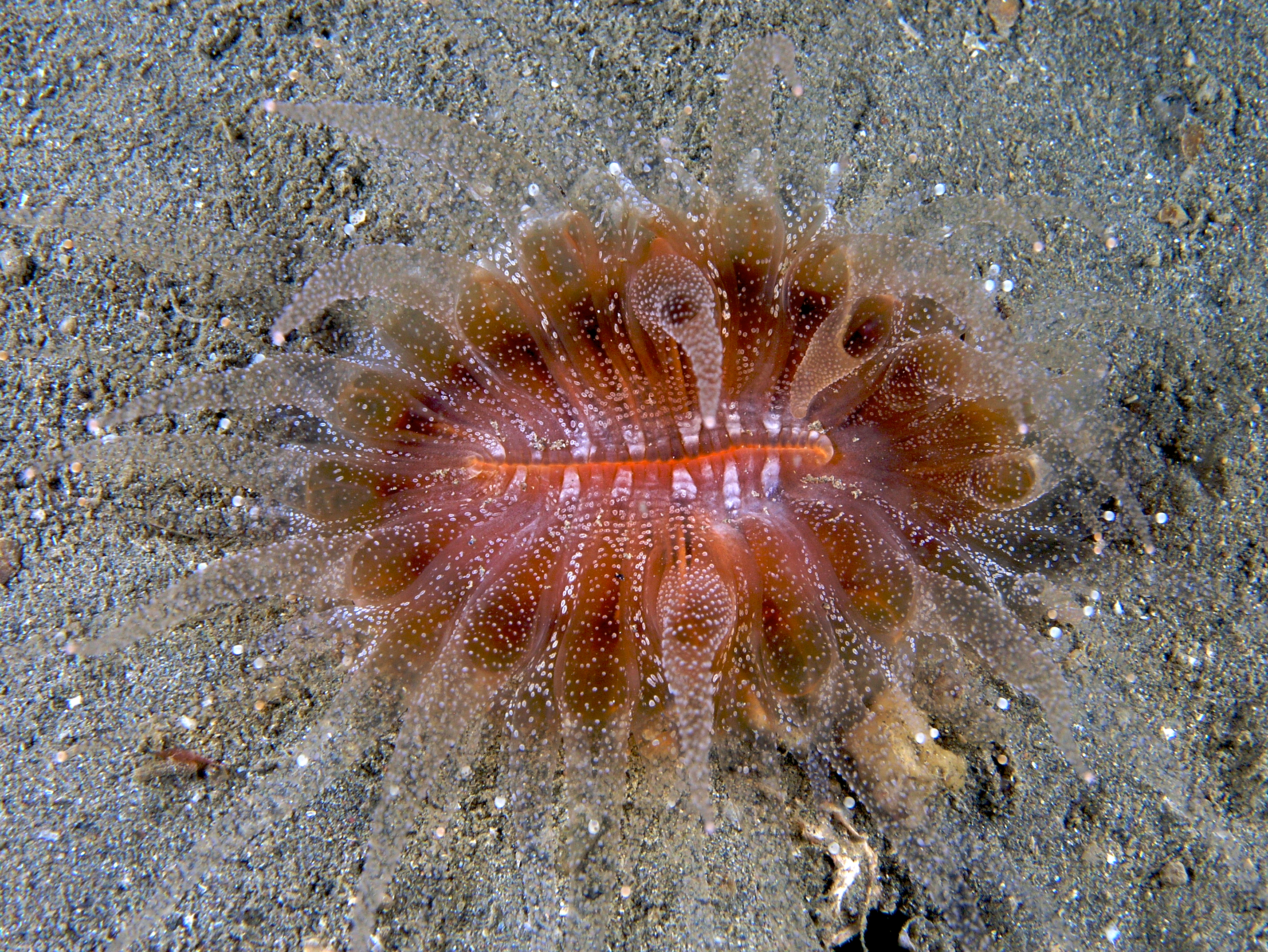
Flabellum sp., Flabellidae
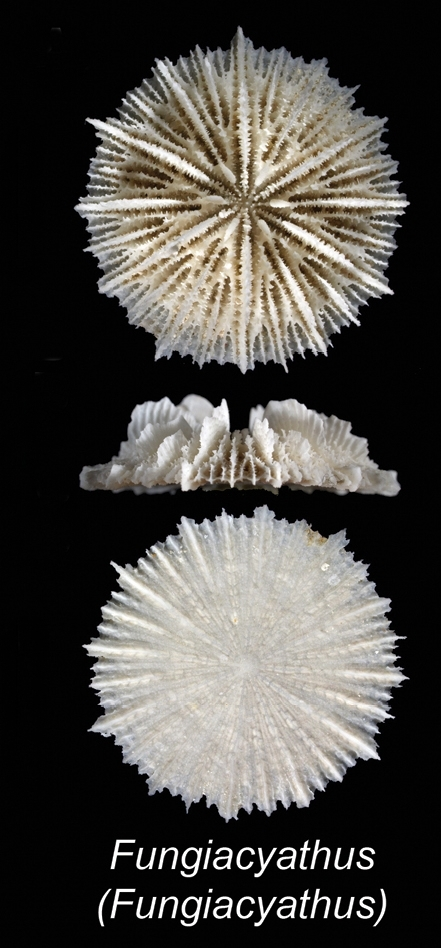
Fungiacyathus (fungiacyathus) paliferus, Fungiacyathidae
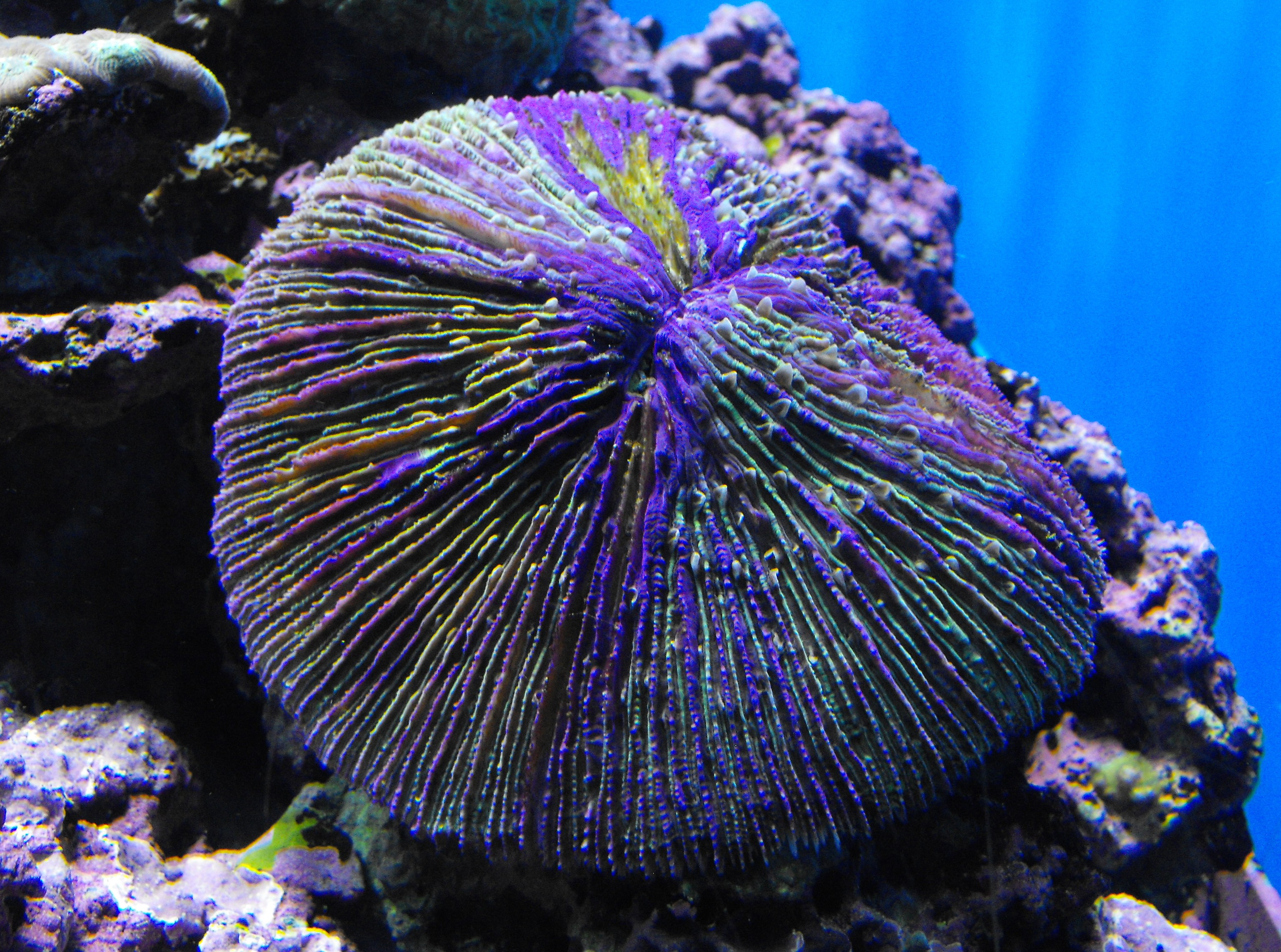
Fungia fungites, Fungiidae
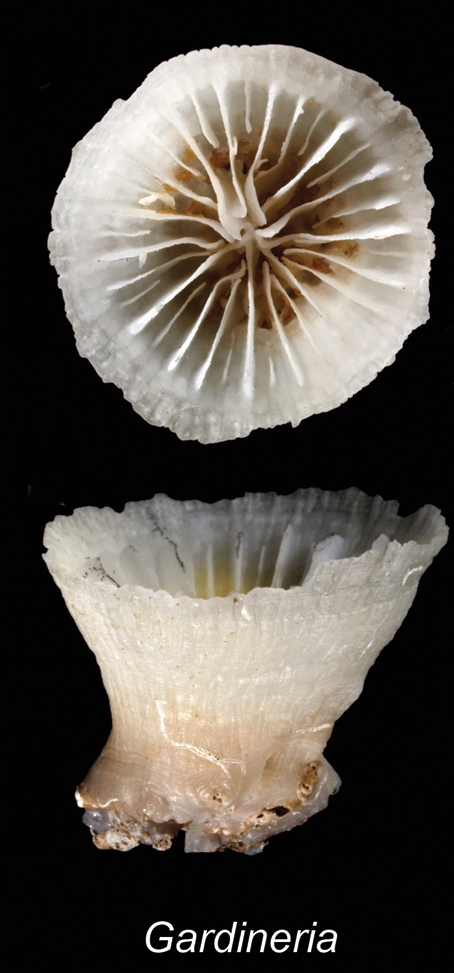
Gardineria hawaiiensis, Gardineriidae
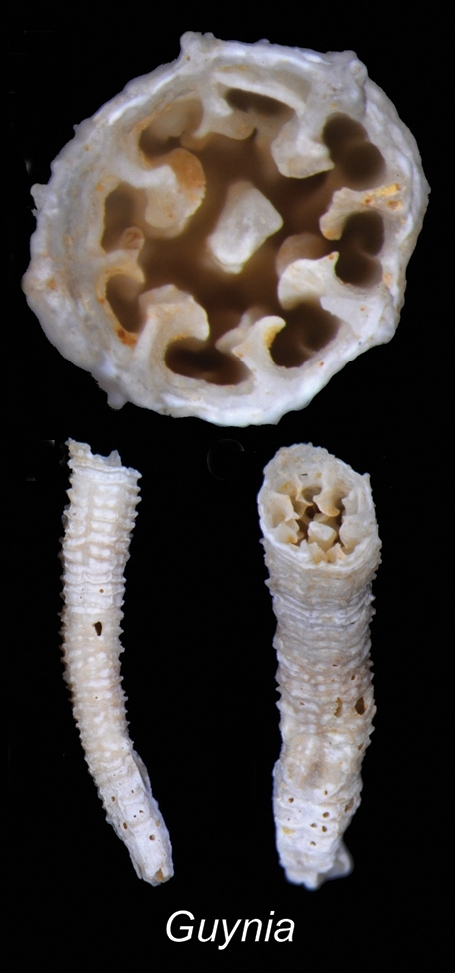
Guynia annulata, Guyniidae
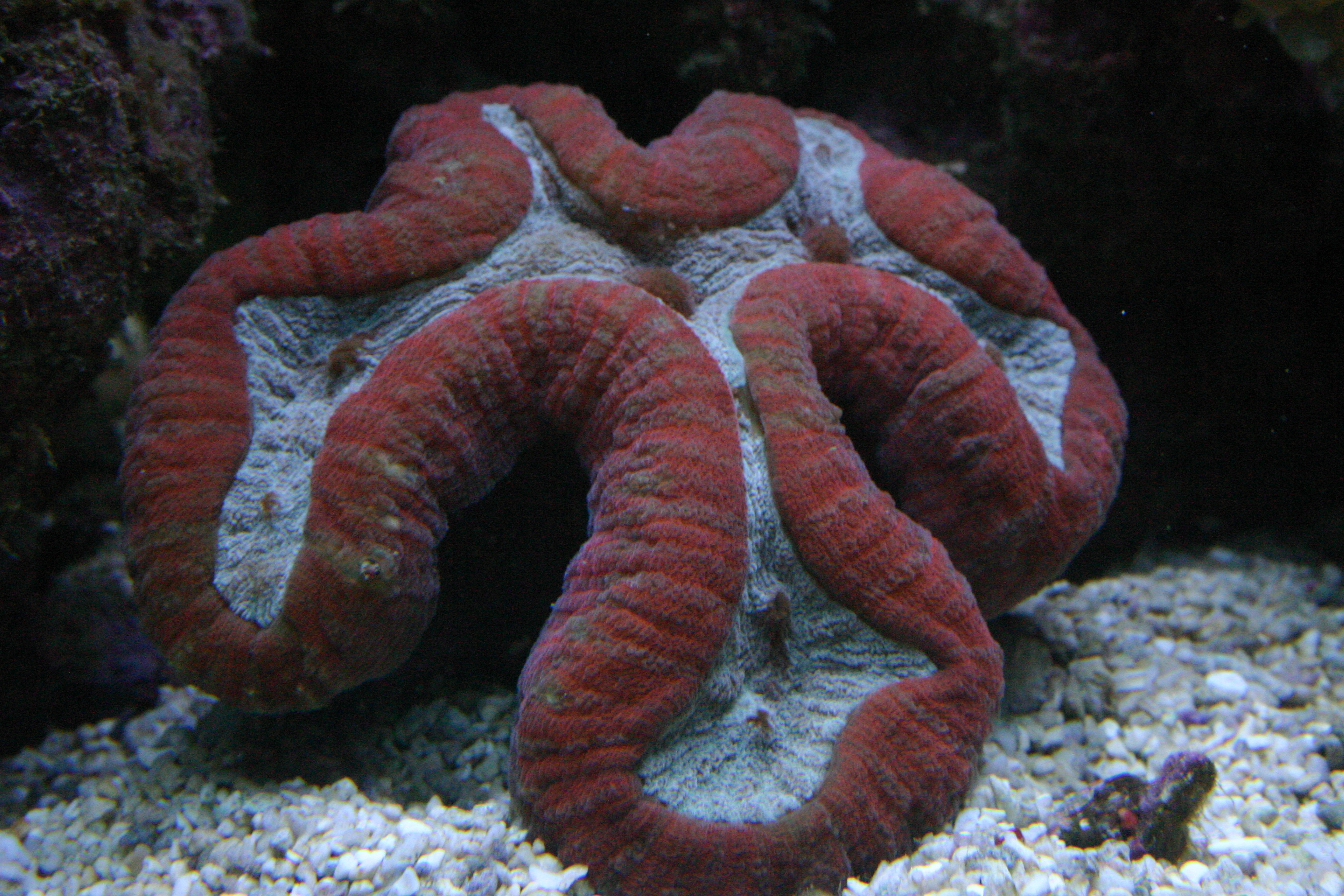
Lobophyllia sp., Lobophylliidae
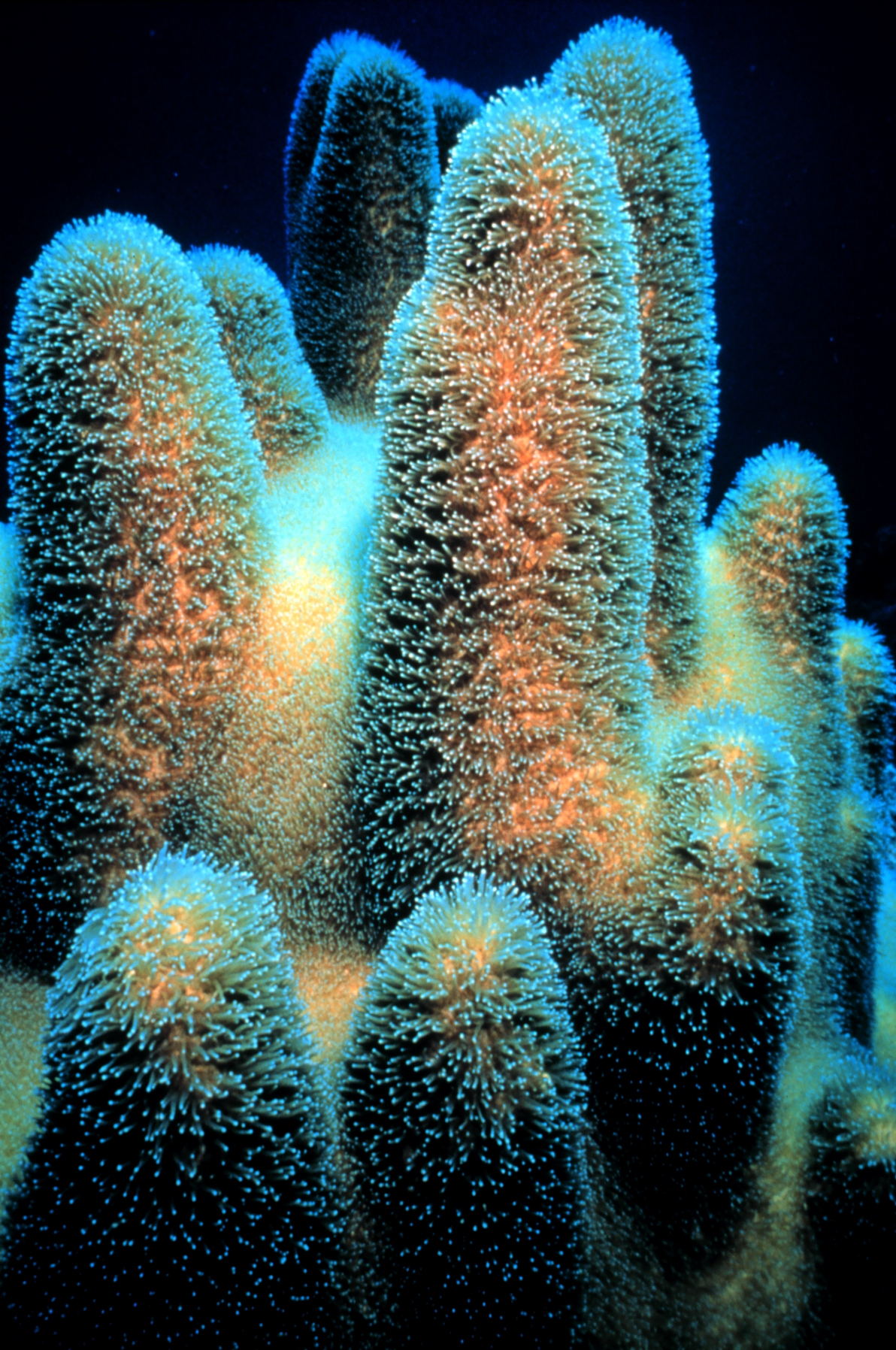
Dendrogyra cylindrus, Meandrinidae
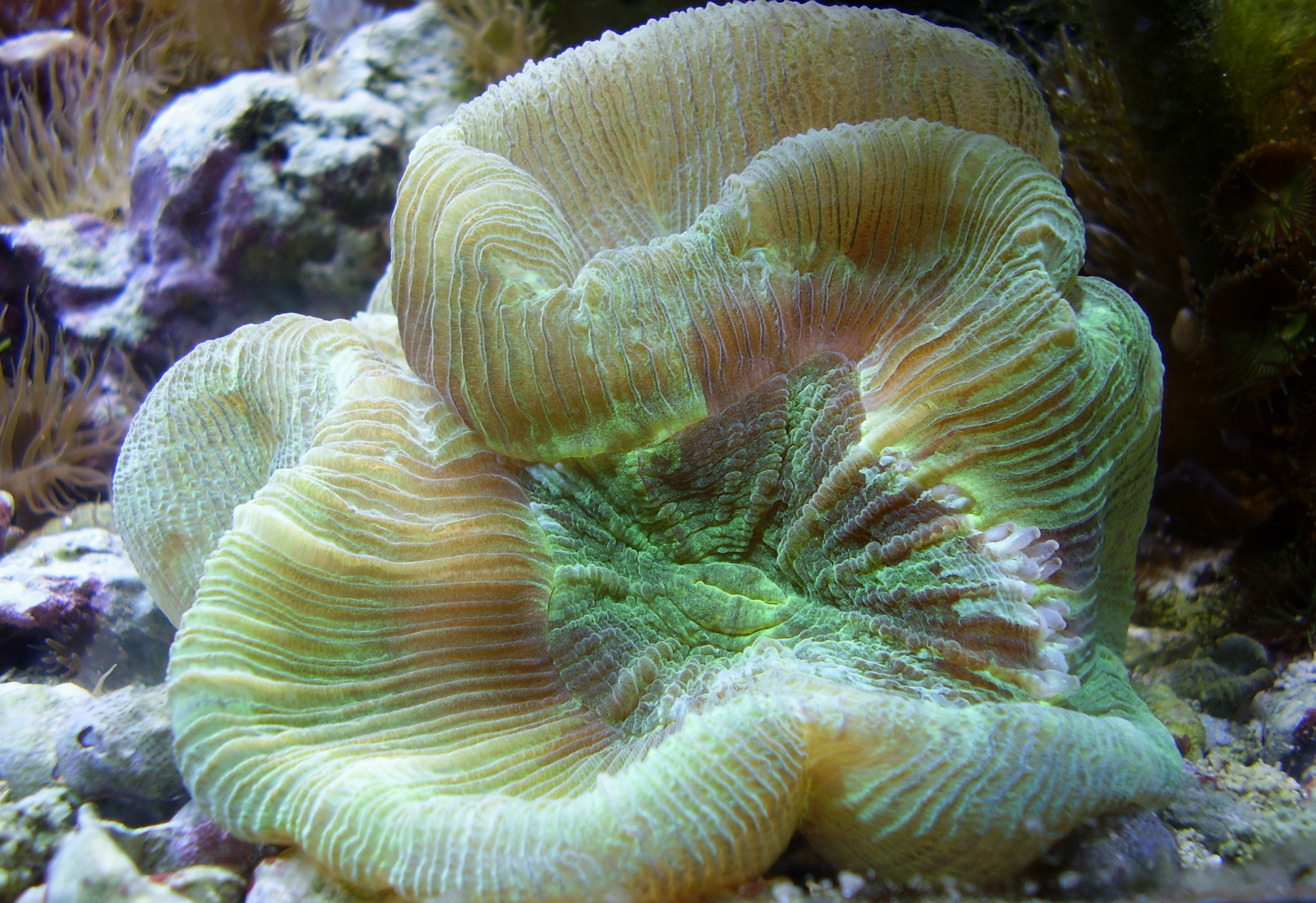
Trachyphyllia geoffroyi, Merulinidae
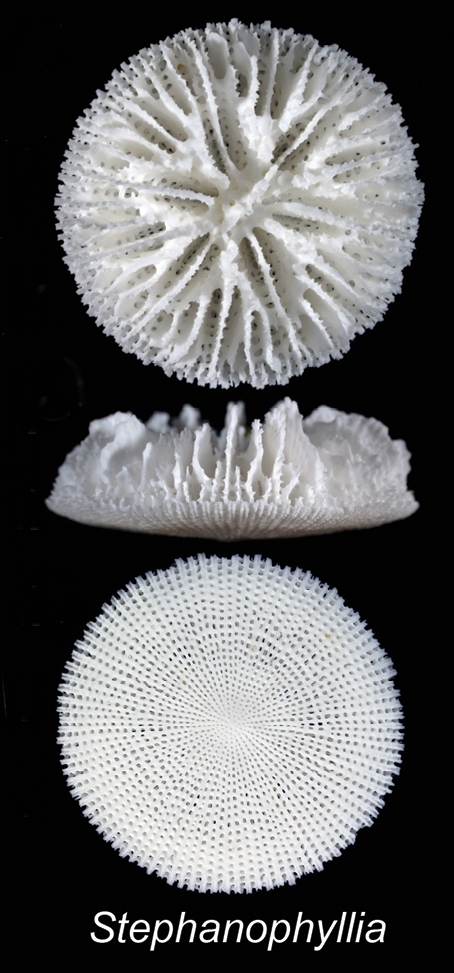
Stephanophyllia complicata, Micrabaciidae
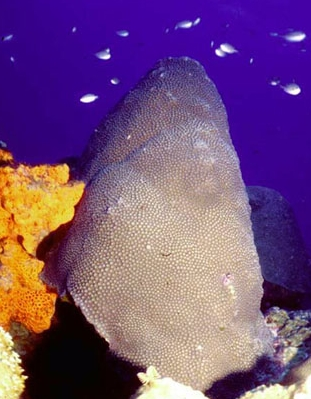
Montastraea cavernosa, Montastraeidae
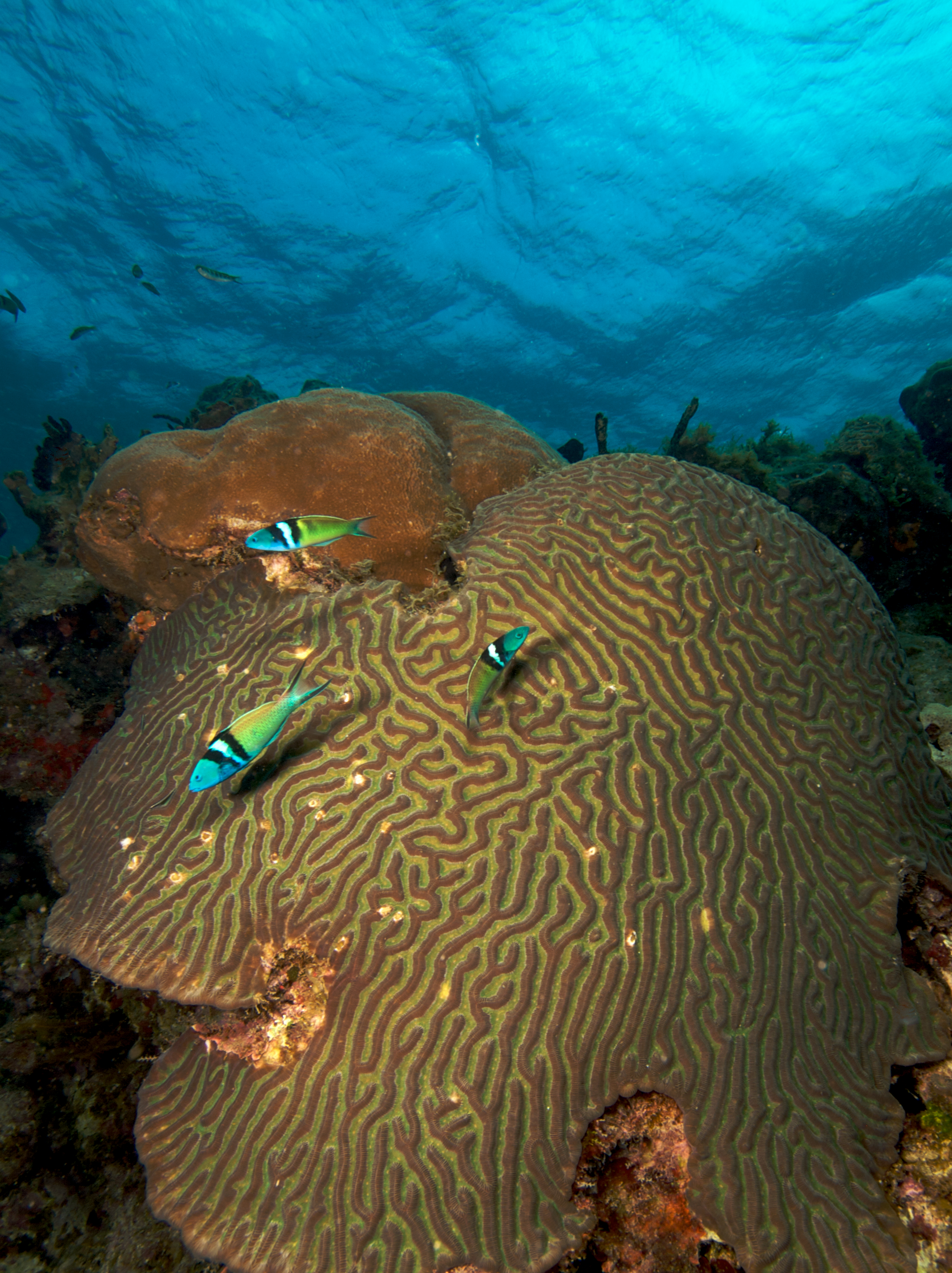
Pseudodiploria strigosa, Mussidae
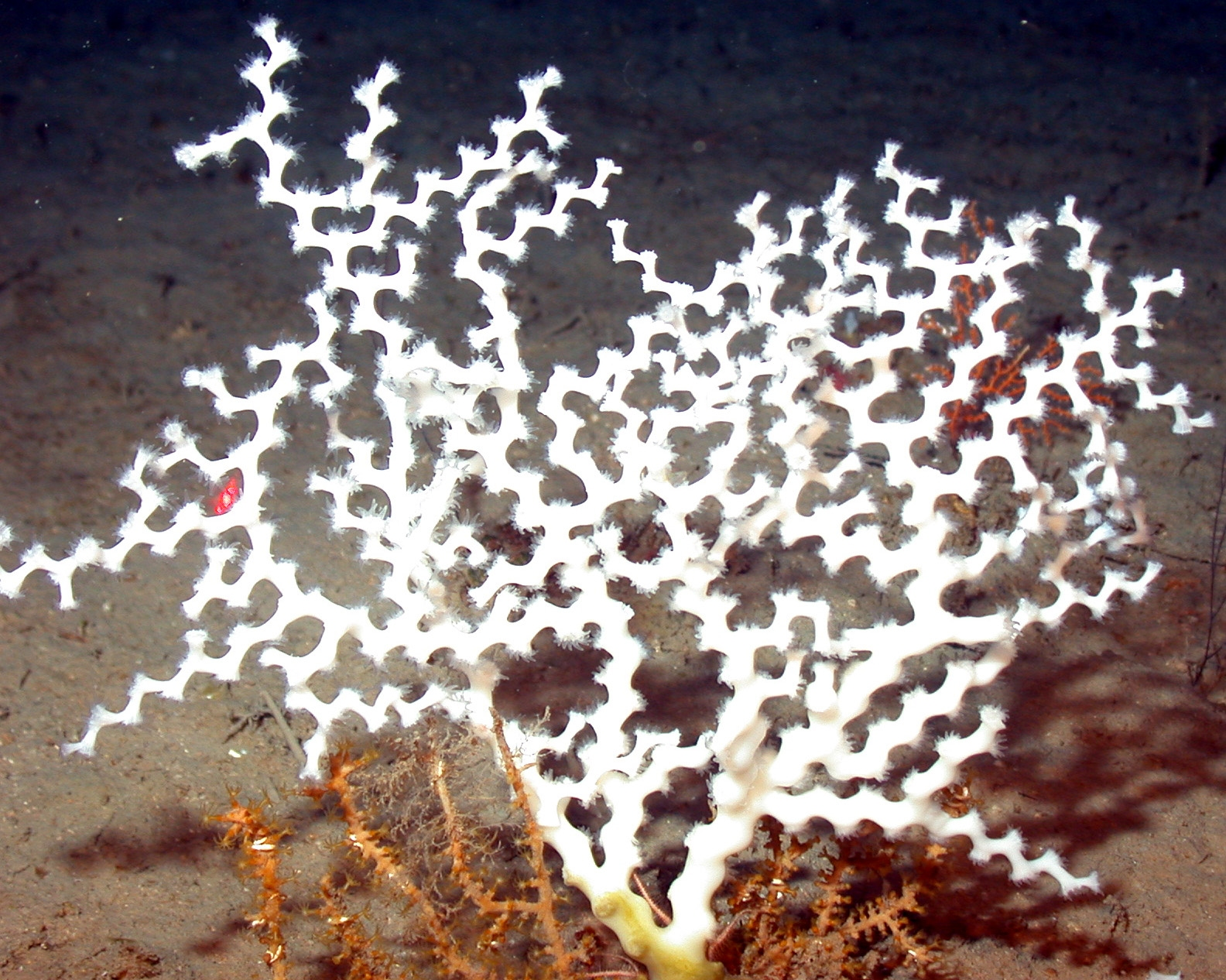
Madrepora oculata, Oculinidae
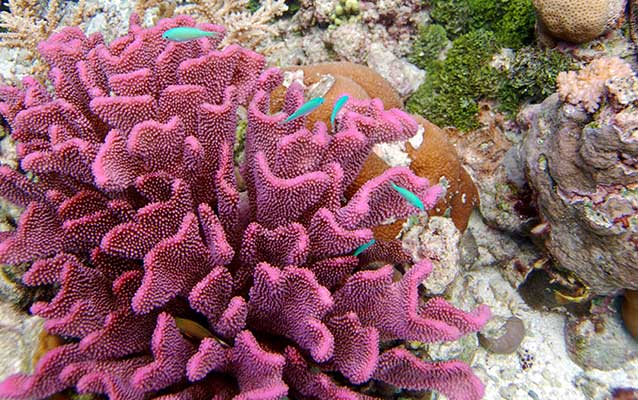
Pocillopora meandrina, Pocilloporidae
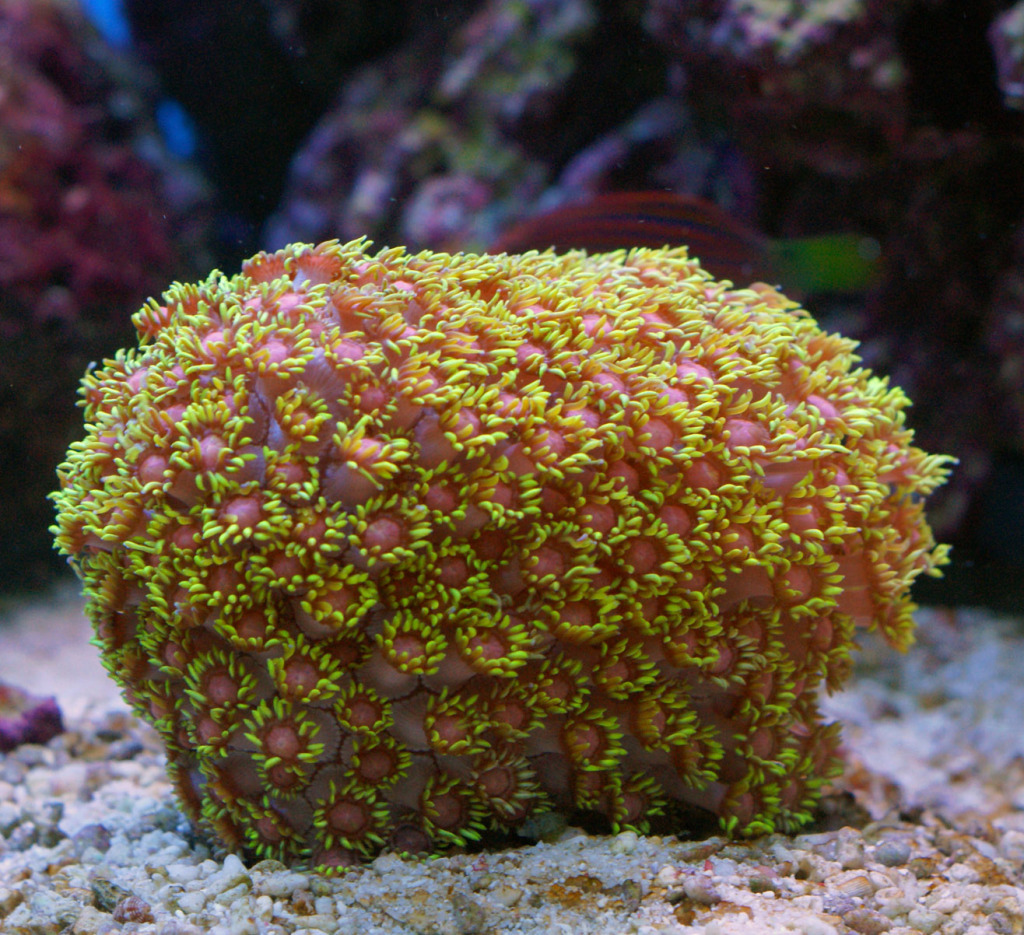
Goniopora sp, Poritidae
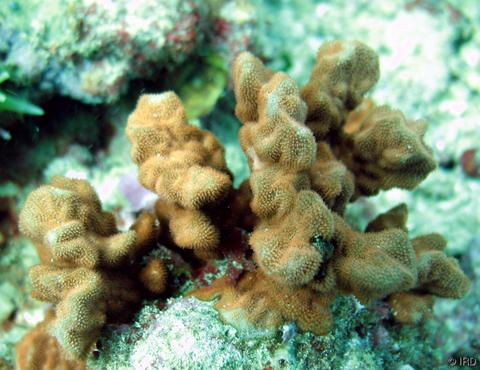
Psammocora contigua, Psammocoridae
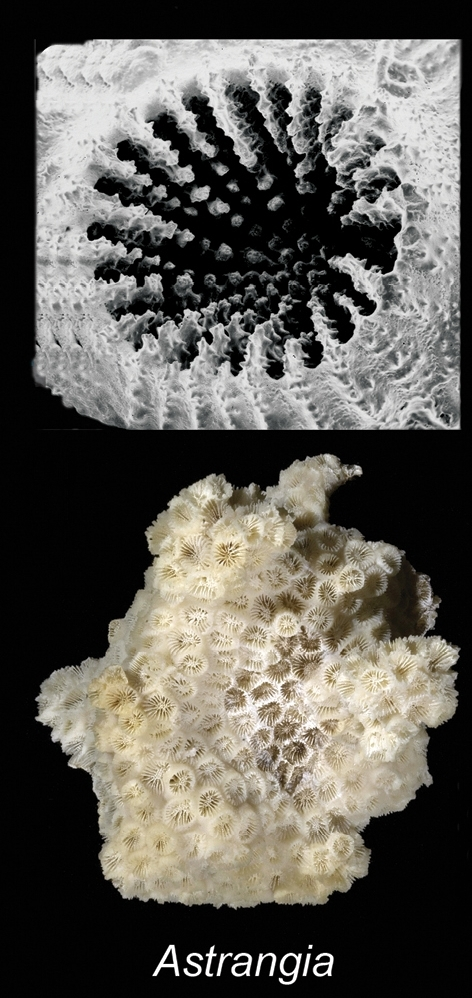
Astrangia danae, Rhizangiidae
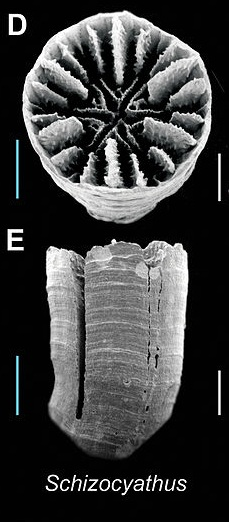
Schizocyathus, Schizocyathidae
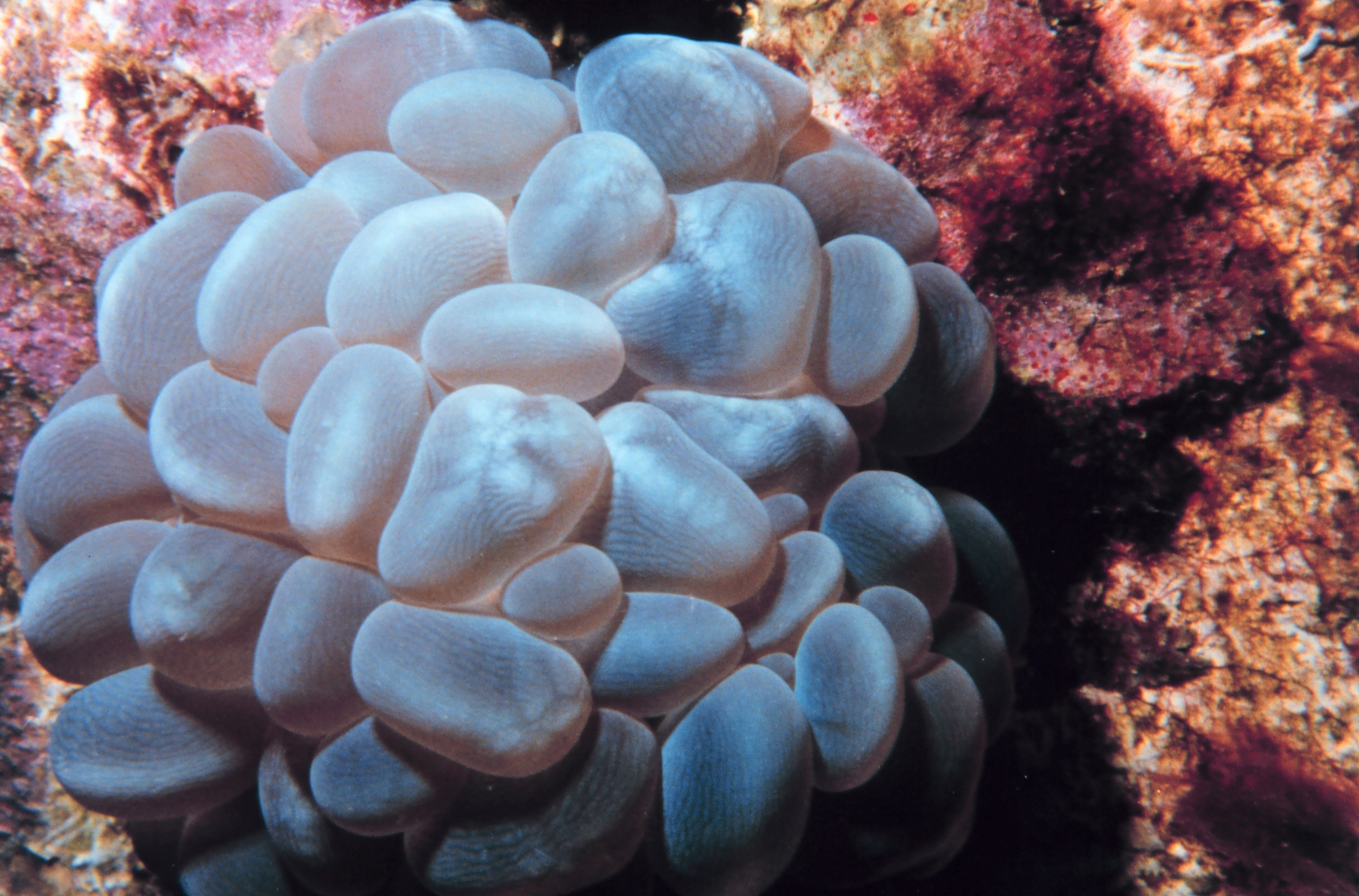
Plerogyra sinuosa, Scleractinia incertae sedis
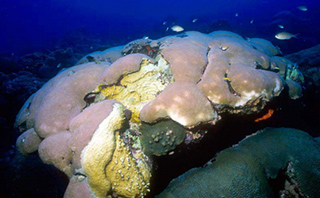
Siderastrea siderea, Siderastreidae
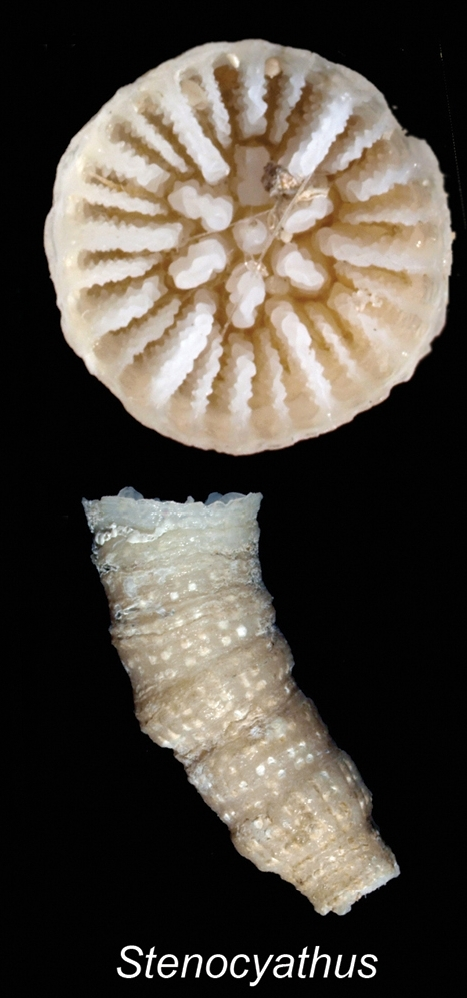
Stenocyathus vermiformis, Stenocyathidae
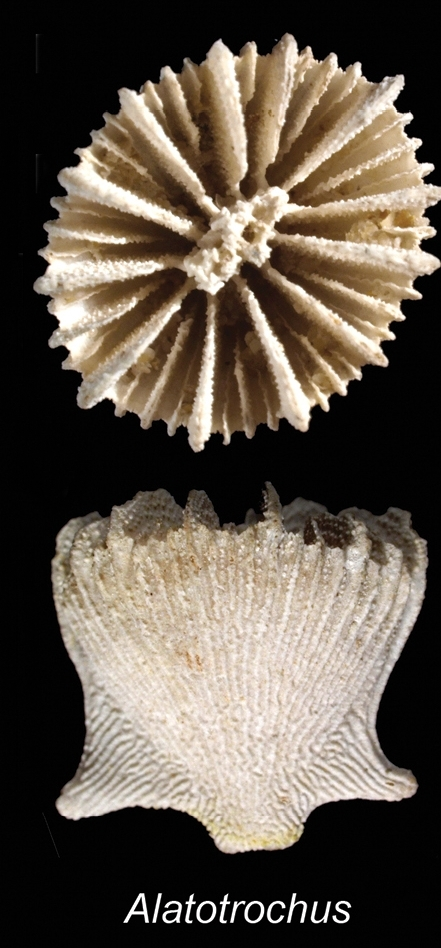
Alatotrochus rubescens, Turbinoliidae
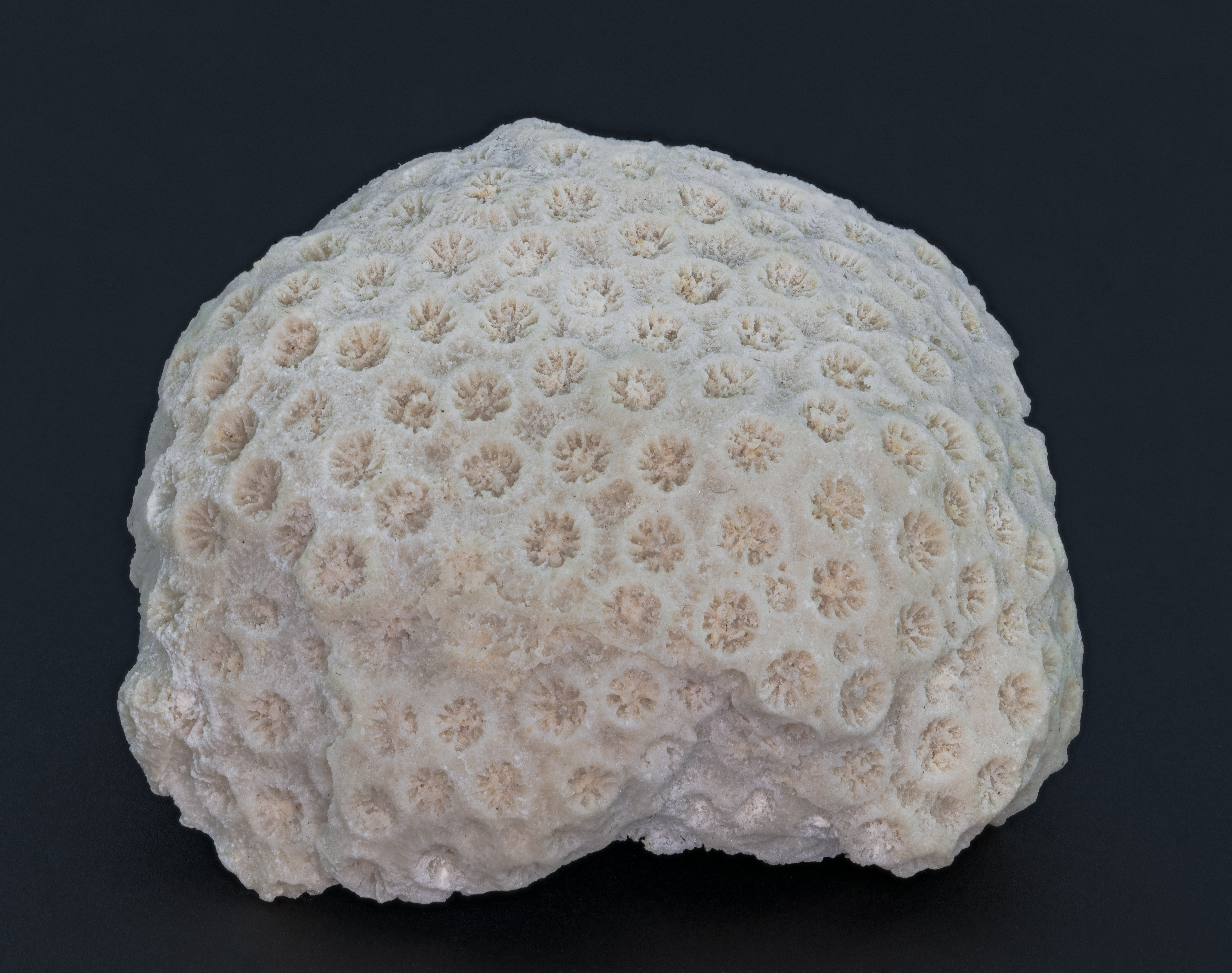
Cryptocoenia limbata